# موسيقى إندونيسيا

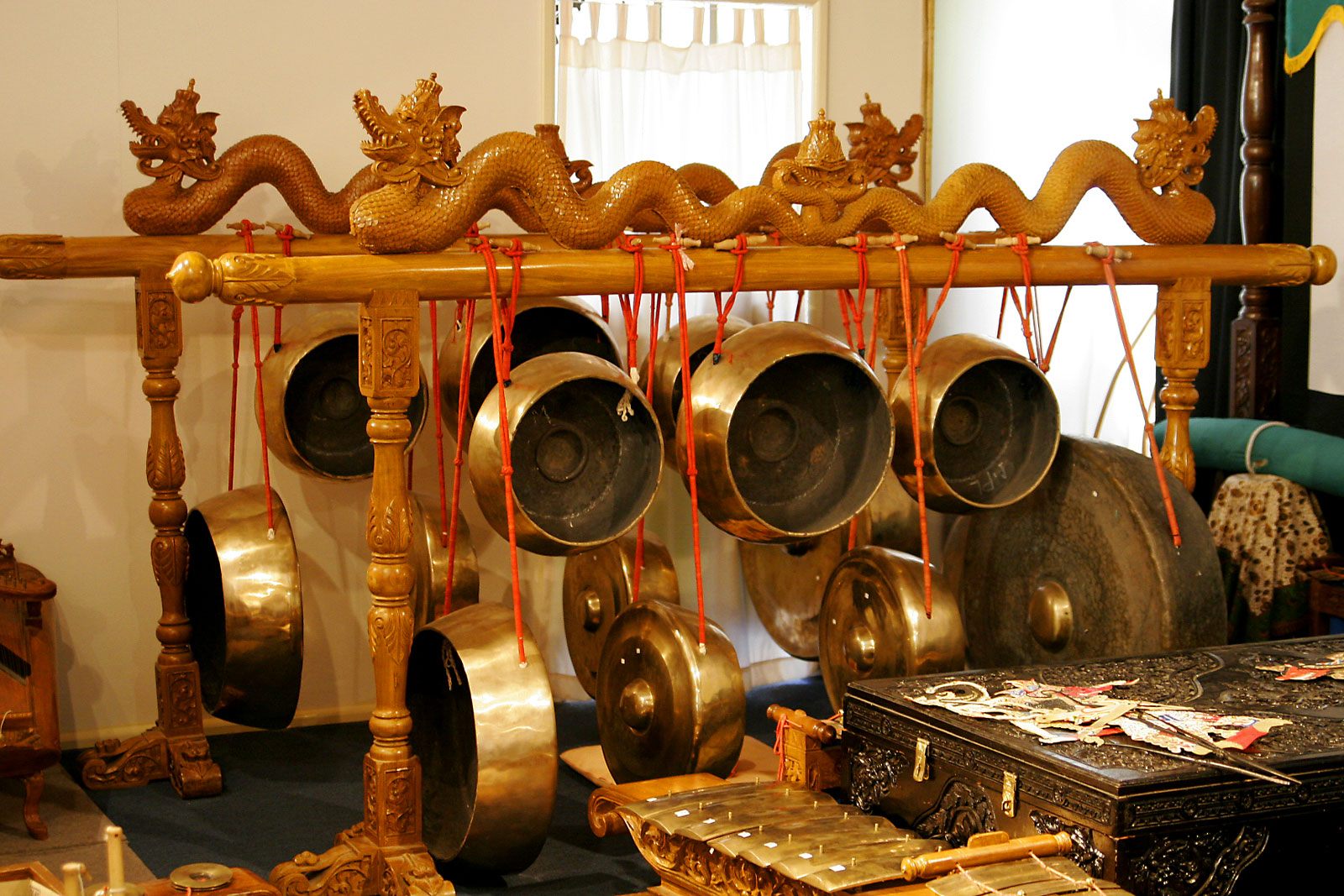
ألة الغونغز

تتأثر الموسيقى الأندونيسية في أندونيسيا بطبيعة البلاد فهي مقسمة ثقافياً، بسبب تقسم البلاد إلى ما يقارب الـ 18.000 جزيرة. والجزر الكبيرة وذات المكانة في البلاد، فتختص كل واحدة بثقافتها وموسيقاها الفريدة، وهو مايزيد البلاد تعدداً وتنوعاً لأنواع الموسيقى. والـ 18.000 جزيرة تشكل مئات الأنواع من الموسيقى والتي غالباً مايرافقها الرقص والتمثيل. موسيقى كلً من جاوة وسومطرة وبالي وفلوريس وجزر أخرى، قد تم توثيقها وتسجيلها وعمل الأبحاث عليها عن طريق باحثين وخبراء أندنوسيين ودوليين.

## تاريخ
ألة الجاميلان ذات الجذور الهندوسية والبوذية على الرغم من أن الأغلبية الساحقة من سكان جزيرة جاوة مسلمين، وقد وصلت في القرن الخامس عشر عن طريق الهنود خلال سيطرة الاستعمار الألماني. تم تطوير نظام رقمي يسمى بكيبتيهان لتسجيل الموسيقى، الموسيقى والرقص في نفس الوقت كان مقسماً إلى عدة طرق بناءً على الأربعة ألواح في الأرضية.